# 대만지위미정론
대만지위미정론(중국어: 台灣地位未定論), 대만주권미정론(중국어: 台灣主權未定論)은 대만섬의 현재 법적 지위를 설명하는 이론 중 하나이다.
1950년 6.25 전쟁이 발발한 뒤 미국 대통령 해리 S. 트루먼은 만약 공산군이 대만을 점령한다면 서태평양 지역에서 미국의 안보에 직접적인 위협이 될 것이라고 말했다. "포모사의 앞으로의 지위는 태평양의 안보 회복, 일본과의 평화 정착 또는 유엔의 고려를 기다려야 한다."고 이야기했다. 일반적으로 트루먼의 이 발언은 대만의 지위미정론의 시초로 간주된다.
1951년 일본은 연합국 (제2차 세계 대전)과 샌프란시스코 강화조약을 체결했다. 두 영토의 주권 상태를 명시적으로 언급하지 않고 대만과 펑후 제도에 대한 모든 권리, 소유권 및 주장을 포기했다.
오늘날까지 일부 정치인과 법학자들은 대만지위미정론을 지지하고 있다.

## 같이 보기
- 연합군 점령하 일본
- 샌프란시스코 강화조약
- 중일화평조약
- 대만 문제
- 대만의 역사